# Frederik van de Poll

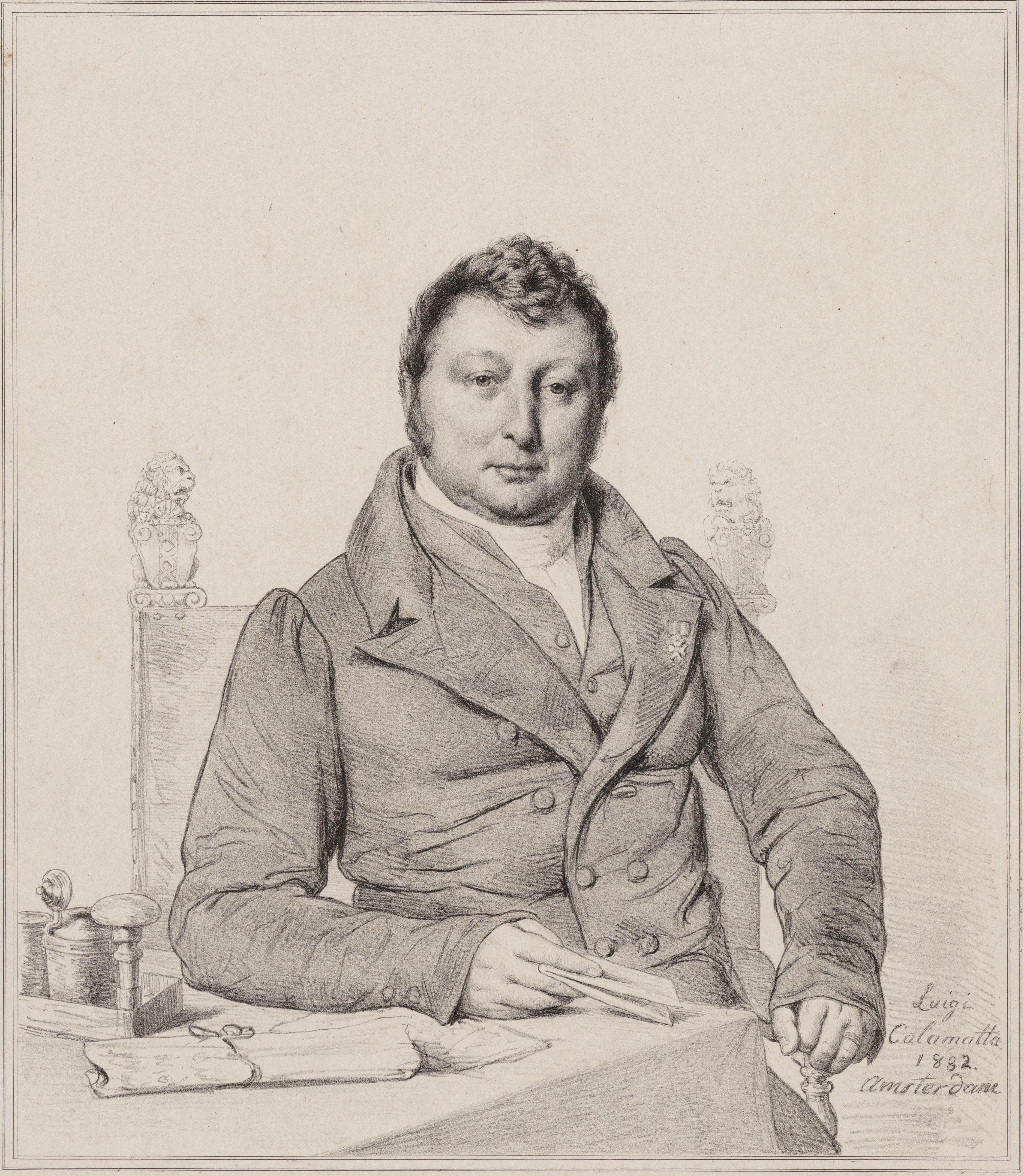
Frederik van de Poll

Frederik van de Poll (* 28. September 1780 in Bloemendaal; † 13. November 1853 in Utrecht) war ein niederländischer Politiker.
Seine Eltern waren der Amsterdamer Bürgermeister Harmen van de Poll und Margaretha Johanna. Das Geschlecht der Van de Poll war ein Patriziergeschlecht der Stadt Amsterdam. Verheiratet war er mit Elisabeth van Vollenhoven und hernach mit Clara Catharina Bonn, aus welchen beiden Ehen acht Söhne und acht Töchter entstammten. Van de Poll saß ab dem Jahre 1814 in der Regierung Amsterdams. Im Jahre 1826 wurde er Mitglied in der Zweiten Kammer der Generalstaaten, eine Funktion, die er bis in das Jahr 1829 mit der eines Bürgermeisters von Amsterdam kombinierte. Im Jahre 1836 wurde er aufgrund von Ausschreitungen die ihm Veruntreuung vorwarfen aus seinem Amt gesetzt. Im Jahre 1839 kehrte Van de Poll in das Parlament zurück und plädierte für eine Trockenlegung des Haarlemmermeeres. Im Jahre 1840 erfolgte seine Ernennung zum Gouverneur der Provinz Utrecht. Aber im Jahre 1853 wurde der als zu konservativ empfundenen Van de Poll, undank seiner großen Popularität in Utrecht, durch Johan Rudolf Thorbecke abgesetzt.

## Quelle
- Nieuw Nederlandsch biografisch woordenboek. Deel 10